# Estadio Braci Czachorów
El Estadio de los Hermanos Czachorów (en polaco: Stadion im. Braci Czachorów), es un estadio de fútbol ubicado en Radom, Polonia. Es el estadio donde el Radomiak Radom jugaba sus partidos como local, aunque en la actualidad disputan los encuentros en el Stadion Lekkoatletyczno-Piłkarski debido al proceso de remodelación del estadio.

## Instalaciones
El estadio, cuya construcción se inició el 15 de mayo de 2017, se erige sobre el antiguo terreno de juego que albergó los primeros partidos del Radomiak, desde 1925. Sin embargo, en comparación con su predecesor, el nuevo recinto deportivo se ha desplazado hacia el norte y girado hacia el eje este-oeste, en lugar del tradicional eje norte-sur. El proyecto del nuevo estadio fue aprobado por la junta del club el 24 de septiembre de 2016, y contó con la dirección del arquitecto Wojciech Gęsiak, autor del Stadion Lekkoatletyczno-Piłkarski también ubicado en Radom. En el primer mes se demolieron las antiguas gradas del estadio y el edificio del club, comenzando a finales de mayo y principios de junio las excavaciones para una nueva área de deportes y entretenimiento.
Paralelo al estadio se prevé la construcción de un pabellón deportivo y de ocio, y ambas instalaciones formarán el complejo de Radomskiego Centrum Sportu. La finalización de la primera etapa de construcción del estadio está prevista para 2022 y costará alrededor de 110 millones de zlotys. Las gradas, que empezaron a edificarse en 2019, tendrán capacidad para 8 500 espectadores, y su coste oscila en torno a los 30 millones. En la segunda fase, se planea la construcción de las gradas detrás de las porterías, y alcanzar el aforo previsto de 15 000 espectadores bajo techo.